# Fiodor Tonkich
Fiodor Pietrowicz Tonkich (ros. Фёдор Петрович Тонких, ur. 3 września?/16 września 1912 we wsi Podworki w obwodzie lipieckim, zm. 12 stycznia 1987 w Moskwie) – radziecki generał pułkownik, Bohater Pracy Socjalistycznej (1976).

## Życiorys
Studiował w Woroneskim Instytucie Rolniczym, od lutego 1944 służył w Armii Czerwonej, w 1936 skończył Moskiewską Szkołę Artylerii im. Krasina, w latach 1936–1938 był dowódcą plutonu 2 pułku artylerii w Moskiewskim Okręgu Wojskowym. Od 1938 należał do WKP(b), w 1941 ukończył Akademię Artylerii im. Dzierżyńskiego, od września 1941 brał udział w wojnie z Niemcami, walczył na Froncie Północno-Zachodnim i Wołchowskim jako szef sztabu dywizjonu pułku artyleryjskiego 111 Dywizji Piechoty/24 Dywizji Piechoty Gwardii. Od grudnia 1941 szef sztabu 884 pułku artylerii, w styczniu 1942 ranny, wiosną 1942 szef sztabu artylerii 24 Dywizji Piechoty Gwardii, od lata 1942 dowódca 50 gwardyjskiego pułku artylerii na Froncie Leningradzkim i Froncie Stalingradzkim, uczestnik walk z niemiecką Grupą Armii Don i okrążeniu 6 Armii Paulusa. Dowodzony przez niego pułk zniszczył 27 czołgów i 80 punktów ogniowych wroga.
Podczas operacji rostowskiej, w bitwie pod Batajskiem 17 stycznia 1943 został ciężko ranny, po wyleczeniu służył w Zarządzie Przygotowania Bojowego Głównego Zarządu Artylerii Armii Czerwonej, od czerwca 1944 ponownie walczył na froncie jako dowódca 52 gwardyjskiego pułku artylerii, później dowódca artylerii 83 Dywizji Piechoty Gwardii 11 Armii Gwardii 3 Frontu Białoruskiego. Brał udział w operacji białoruskiej i operacji wschodniopruskiej, w ataku na Królewiec i niemieckie twierdze na Półwyspie Sambijskim; podczas walk był kontuzjowany. W 1945 ukończył Wyższe Kursy Akademickie Armii Czerwonej, służył w Głównym Zarządzie Wywiadowczym Sztabu Generalnego Armii Czerwonej, później był członkiem misji wojskowej ZSRR w Japonii i na Filipinach – starszym oficerem łączności między przedstawicielem Dowództwa ZSRR i Głównodowodzącym Wojskami Sojuszniczymi w wojnie na Pacyfiku MacArthurem. W sierpniu 1945 brał udział w wojnie ZSRR z Japonią.
Od sierpnia 1946 do września 1949 starszy pracownik naukowy w Artyleryjskim Komitecie Strzelecko-Taktycznym i szef wydziału bojowego przystosowania artylerii w Instytucie Naukowo-Badawczym Akademii Nauk Artyleryjskich ZSRR, potem zastępca dowódcy, a od lutego 1951 do listopada 1954 dowódca 16 Brygady Artyleryjskiej Dywizji Rezerwy Głównego Dowództwa w Odeskim Okręgu Wojskowym, od listopada 1954 do grudnia 1956 dowódca 23 Brygady Inżynieryjnej Specjalnego Przeznaczenia. Od grudnia 1956 do września 1959 naczelnik wyższej artyleryjskiej szkoły inżynieryjnej w Rostowie, następnie pracownik sztabu Wojsk Rakietowych Przeznaczenia Strategicznego – zastępca szefa Głównego Sztabu i od marca 1960 do czerwca 1961 zastępca Głównodowodzącego Wojsk Rakietowych Przeznaczenia Strategicznego ZSRR ds. przygotowania bojowego i instytucji szkoleniowych, od września 1959 do kwietnia 1963 członek Rady Wojskowej Wojsk Rakietowych Przeznaczenia Strategicznego ZSRR. Od kwietnia 1963 do października 1969 zastępca naczelnika, a od października 1969 do grudnia 1985 naczelnik Akademii Wojskowej im. Dzierżyńskiego, następnie zakończył służbę wojskową. Od 1970 doktor nauk wojskowych, od 1972 profesor.

## Awanse
- generał major (1956)
- generał porucznik (1963)
- generał pułkownik (1971)

## Odznaczenia i nagrody
- Złoty Medal „Sierp i Młot” Bohatera Pracy Socjalistycznej (9 września 1976)
- Order Lenina (9 września 1976)
- Order Rewolucji Październikowej (1982)
- Order Czerwonego Sztandaru (czterokrotnie – 3 lutego 1943, 24 kwietnia 1945, 1953 i 1972)
- Order Aleksandra Newskiego (2 grudnia 1944)
- Order Wojny Ojczyźnianej I klasy (11 marca 1985)
- Order Czerwonego Sztandaru Pracy (1962)
- Nagroda Państwowa ZSRR (1970)
- Order Czerwonej Gwiazdy (1948)
- Order „Za służbę Ojczyźnie w Siłach Zbrojnych ZSRR” III klasy (1975)
- Medal „Za Odwagę”
- Medal „Za zasługi bojowe”

I medale ZSRR oraz odznaczenia zagraniczne.